# Comuna Iampil, Pustomîtî
Iampil (în ucraineană Ямпіль) este o comună în raionul Pustomîtî, regiunea Liov, Ucraina, formată din satele Iampil (reședința) și Kameanopil.

## Demografie
Componența lingvistică a comunei Iampil
     Ucraineană (99,87%)
     Alte limbi (0,09%)
Conform recensământului din 2001, majoritatea populației comunei Iampil era vorbitoare de ucraineană (99,87%), existând în minoritate și vorbitori de alte limbi.